# Miconia calvescens
Miconia calvescens är en tvåhjärtbladig växtart som beskrevs av Dc.. Miconia calvescens ingår i släktet Miconia och familjen Melastomataceae. Inga underarter finns listade i Catalogue of Life.
Den anses som en av de mest invasiva växterna i världen. Den växer snabbt och skuggar annan växtlighet. På det sättet kan den snabbt ta över områden som tidigare var beväxta med naturskog. På ön Maui läggs varje år stora resurser på att bekämpa den.

## Bildgalleri

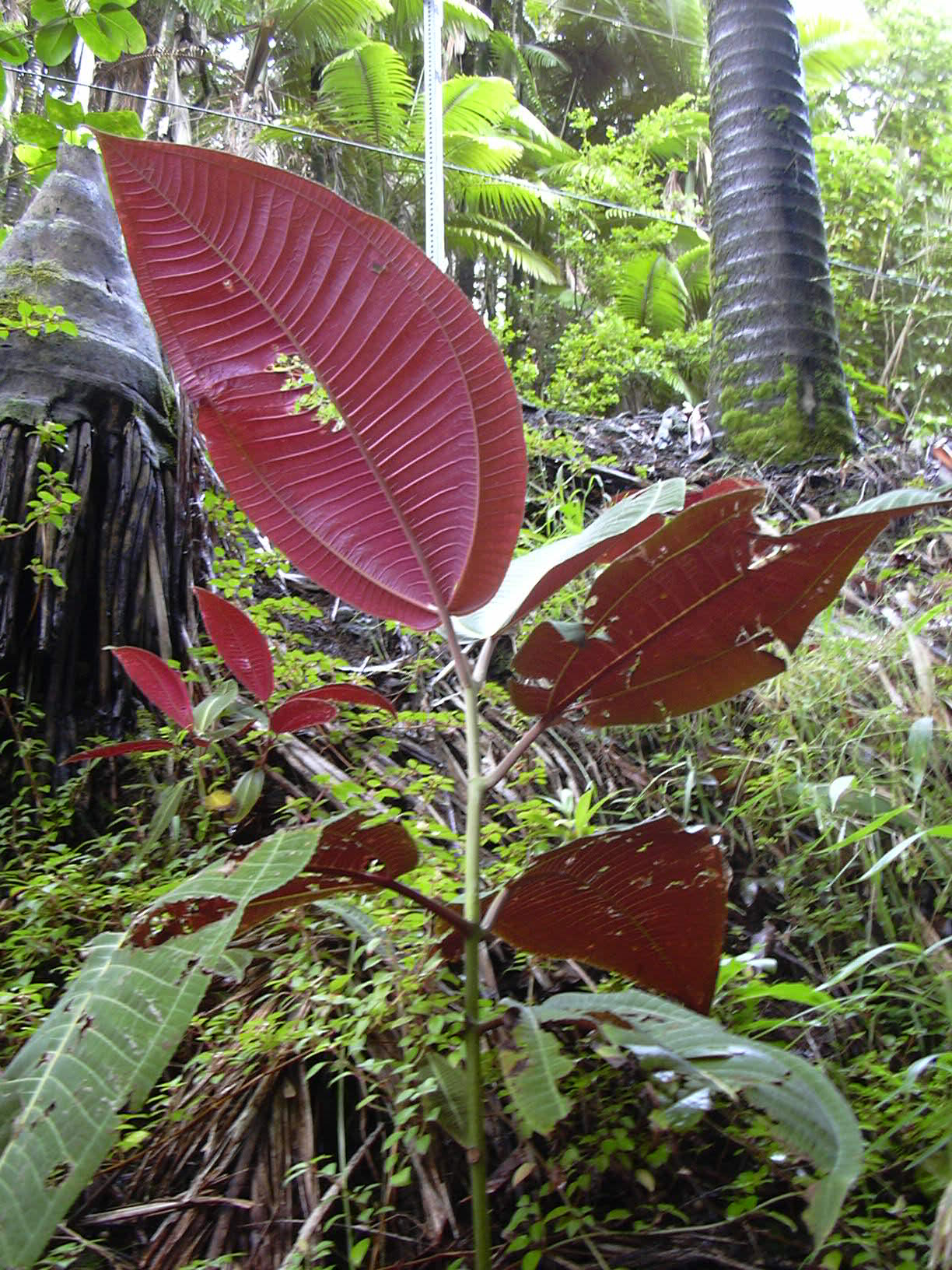
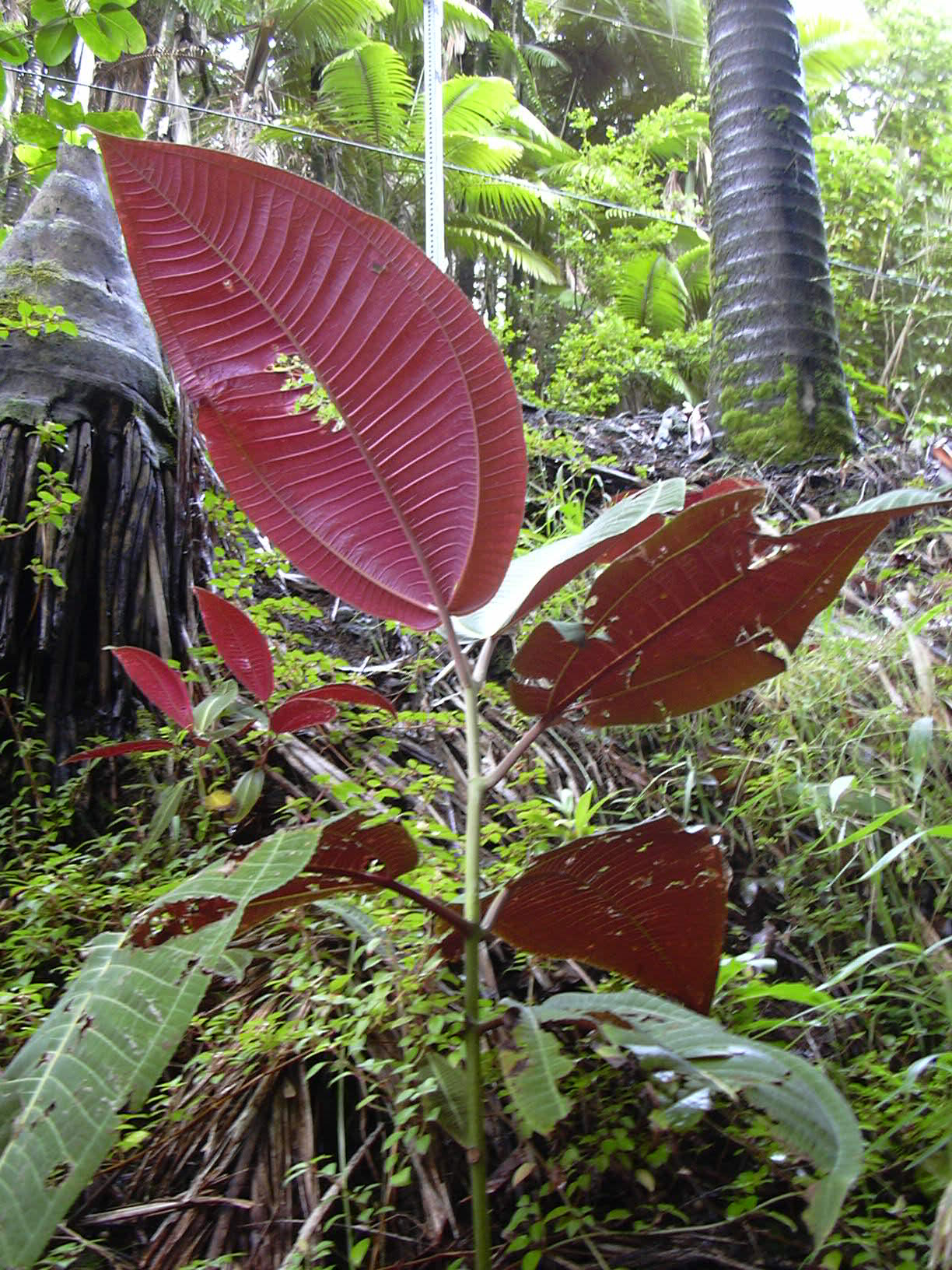
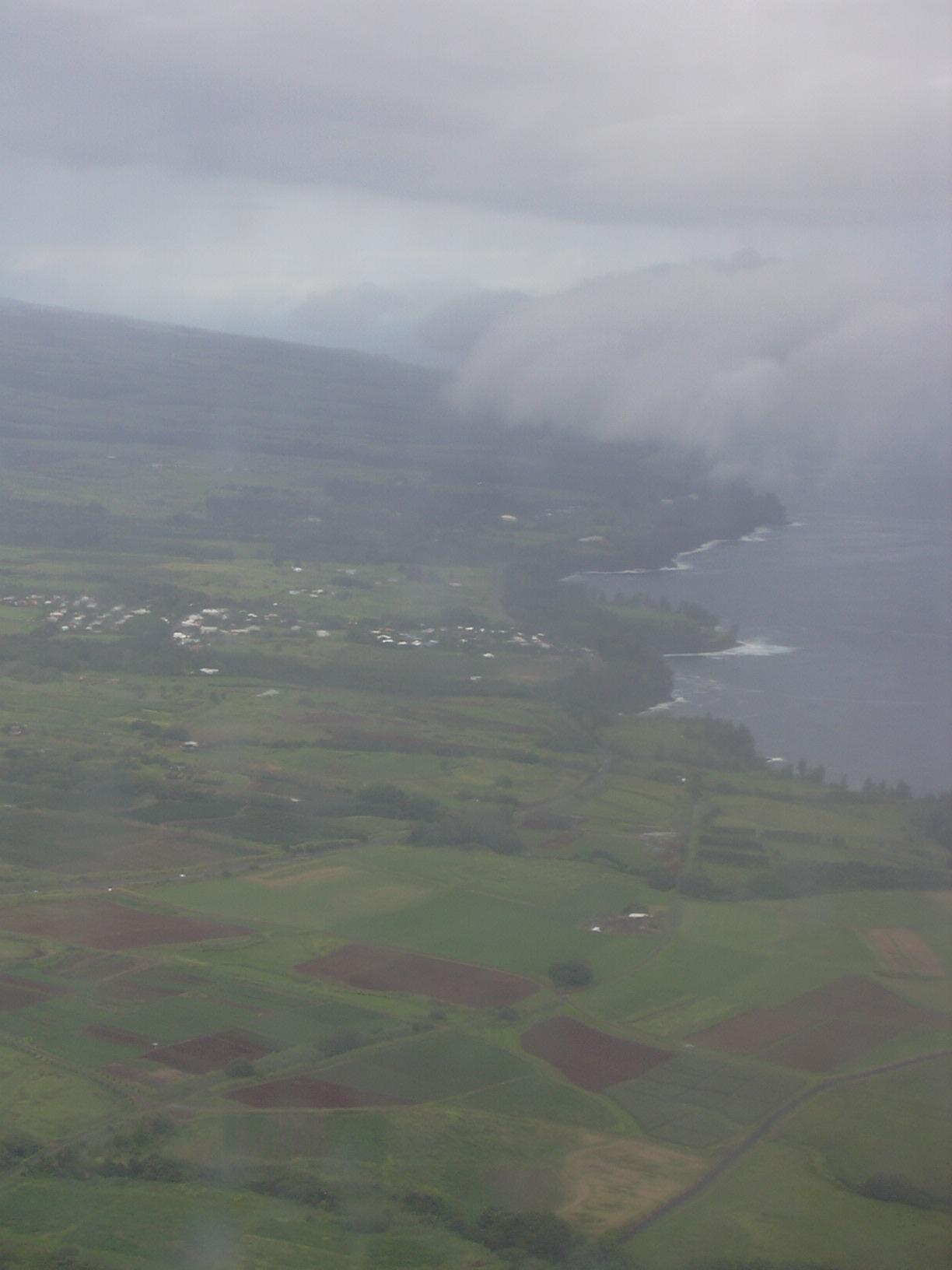
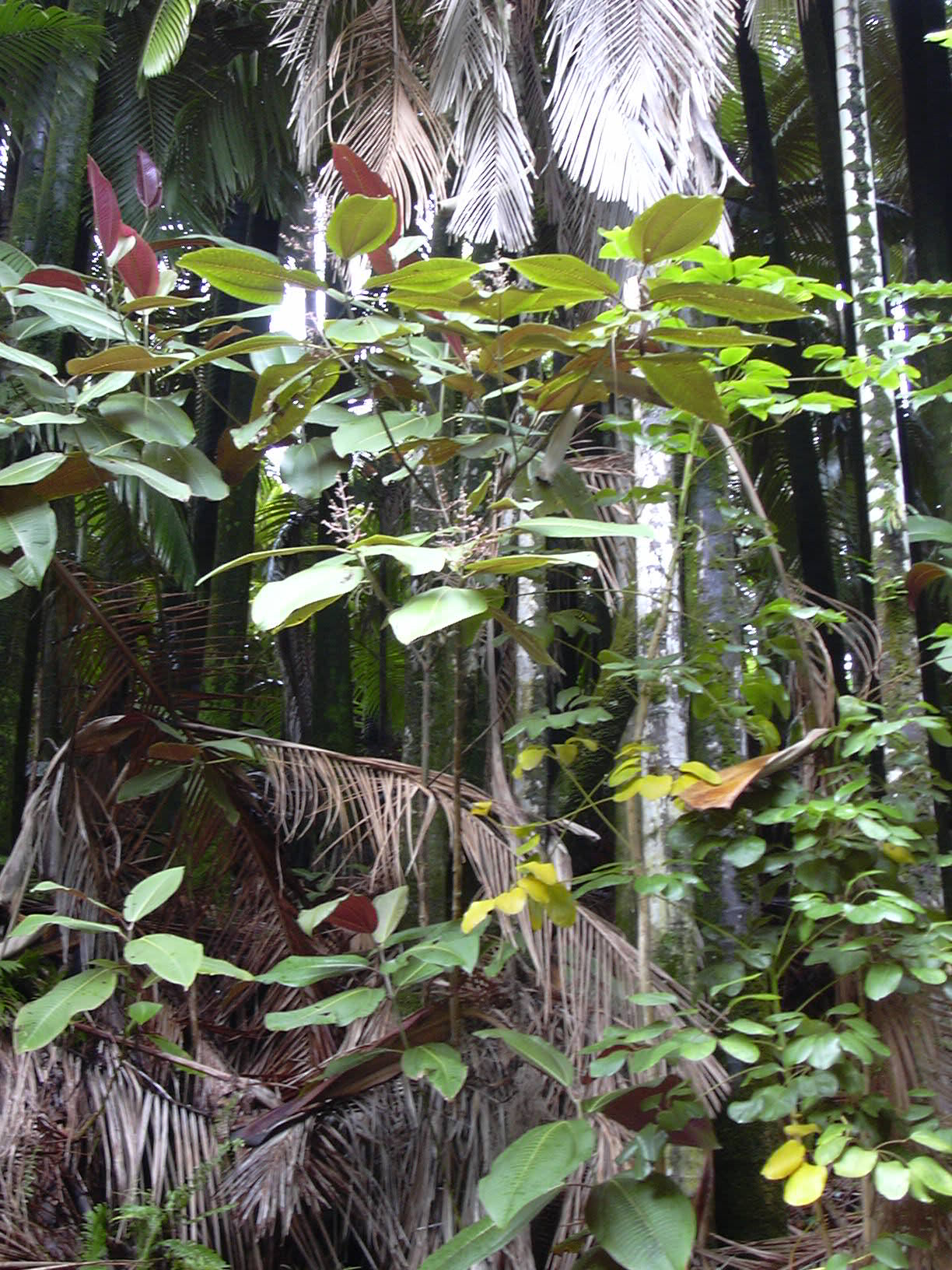
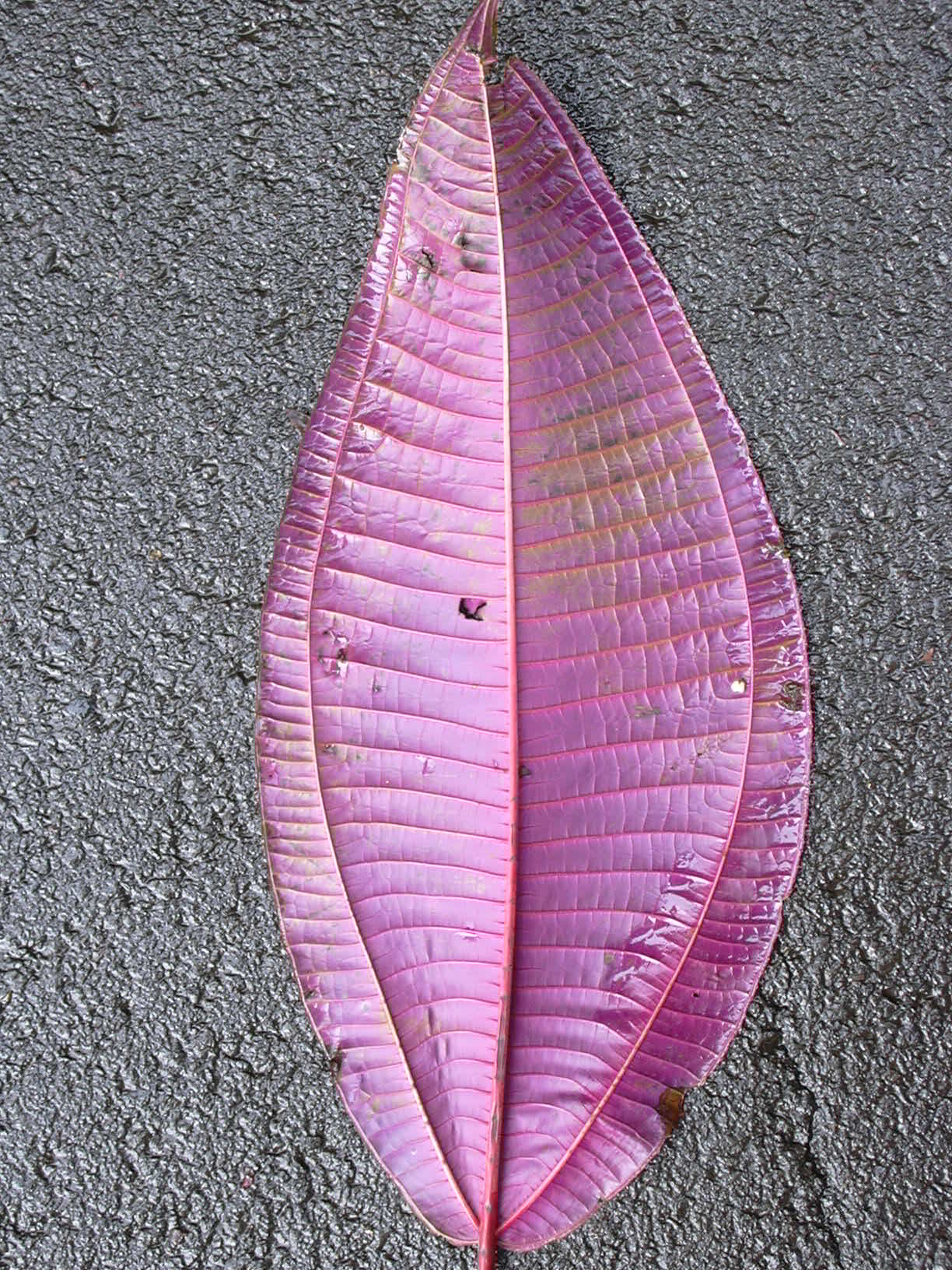